# Jean-Bernard Eschemann
Jean-Bernard Eschemann, né le 20 décembre 1877 à Paris où il est mort le 6 juin 1926, est un peintre français.

## Biographie
Jean-Bernard Eschemann est le fils d'Arthur Alphonse Eschemann et Louise Pauline Topin.
Élève de Jules Lefebvre et Tony Robert-Fleury à l'école des beaux-arts, il expose à partir de 1899 et concourt en 1904 et 1907 pour le prix de Rome.
En 1916, il épouse Gabrielle Suzanne Fritschi.
Il meurt à son domicile de la rue Aumont-Thiéville à l'âge de 48 ans.